# Alejandro Castro
Alejandro Castro Flores (sinh ngày 27 tháng 3 năm 1987) là một Trung vệ / Tiền vệ (bóng đá)|Tiền vệ phòng ngự người México hiện tại thi đấu cho Atlético San Luis ở Ascenso MX.

## Sự nghiệp
Anh thi đấu cho Atletico San Luis. Bản hợp đồng của anh sắp hết.

## Danh hiệu
Cruz Azul
- CONCACAF Champions League (1): 2013–14